# ناتاليا ألمادا
ناتاليا ألمادا (بالإنجليزية: Natalia Almada)‏ هي مصورة ومخرجة أمريكية، ولدت في 1974 في مدينة مكسيكو في المكسيك.

## وصلات خارجية
- ناتاليا ألمادا على موقع IMDb (الإنجليزية)
- ناتاليا ألمادا على موقع قاعدة بيانات الفيلم (الإنجليزية)